# مونيكا رويدا
مونيكا رويدا (بالإسبانية: Mónica Rueda)‏ هي لاعب هوكي الحقل إسبانية، ولدت في 20 يناير 1976.

## وصلات خارجية
- مونيكا رويدا على موقع الاتحاد الدولي للهوكي (الإنجليزية)
- مونيكا رويدا على موقع اللجنة الأولمبية الدولية (الإنجليزية)
- مونيكا رويدا على موقع أوليمبيديا (الإنجليزية)
- مونيكا رويدا على موقع اللجنة الأولمبية الإسبانية (الإسبانية)